# Grafritande miniräknare
En grafritande miniräknare är en särskild miniräknare avsedd för vetenskaplig eller ingenjörsmässig användning som kan visa matematiska funktionsgrafer. Grafritande miniräknare kan även visa flera rader text och siffror på samma gång. En del grafritande miniräknare har färgdisplayer.

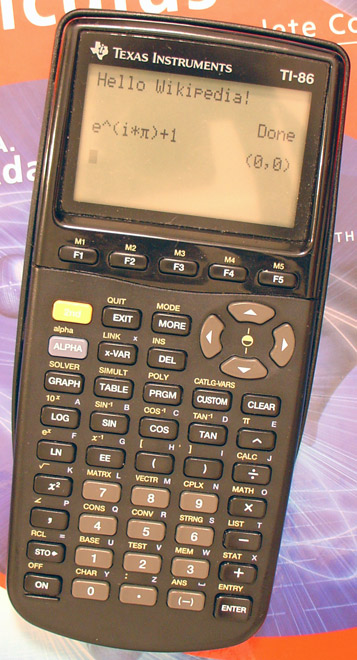
Den grafritande miniräknaren TI-86 från Texas Instruments.

## Historia
Det japanska företaget Casio var först med att lansera grafritande miniräknare med sin fx-7000G 1985.
Hewlett Packard följde kort därefter med sin modell HP-28C. Denna följdes av HP-28S (1988), HP-48SX (1990), HP-48S (1991), HP-48G/GX (1994), HP-38G (1995), HP-39G (199x), HP-40G (199x), HP-49G (1999), HP-49G+ samt HP-48GII (2003). Den modell som för närvarande (2011) är toppmodellen, HP-50, innehåller bland annat funktioner som datoralgebrasystem (Computer Algebra System - CAS), som låter användaren utföra ett flertal symboliska beräkningar såsom derivering och integrering i deras allmänna algebraiska former, till exempel d/dx(y=cos(x−2)+3x²). HP-28 och -48 var främst tänkta för skolmarknaden; medan HP-49-serien riktas mot både utbildningsmarknaden (högskolenivå) och kunder i yrkeslivet. 
Texas Instruments har producerat grafritande miniräknare sedan 1990, den första var TI-81. Några av de nyare miniräknarna är väldigt lika denna modell och har endast större arbetsminne, såsom TI-82, TI-83-serien, samt TI-84-serien. Andra varianter designades för att vara lämpliga för elever i åldern 10 till 14 år är TI-80 och TI-73-serien. Andra miniräknare har designats för att vara lämpliga för matematisk analys, nämligen TI-85, TI-86, TI-89-serien, där de bägge varianter dessutom har inbyggda datoralgebrasystem precis som HP-49-serien. Ytterligare modeller är TI-92-serien med ett datortangentbord. 
Förutom modellerna från huvudkonkurrenterna på marknaden, HP och TI, finns det även grafritande miniräknare från Casio och Sharp Corporation.

## Grafritande miniräknare i skolor
På grund av deras stora mängd av funktioner och användarvänlighet används grafritande miniräknare i stor utsträckning i skolor. Många försäljare, särskilt Casio, marknadsför sina miniräknare främst för användning under utbildning. Casio har fokuserat sina ansträngningar på gymnasiesegmentet - de flesta av deras miniräknare erbjuder relativt lättanvända grafritningsfunktioner (några modeller med en trefärgs skärm) utan de mest komplexa/flexibla funktionerna och programspråken som man vanligen hittar i de dyrare miniräknarna avsedda för användning på universitetsnivå eller för yrkesmässig användning. Ett undantag till detta är Casio FX 1.0/2.0-serien, där modell 2.0 innehåller ett datoralgebrasystem och en rejält förbättrad version av Casios BASIC-lika programspråk. Texas Instruments är Casios huvudkonkurrent på utbildningsmarknaden för grafritande miniräknare.
Många gymnasiematematiklärare tillåter och till och med uppmuntrar användandet av grafritande miniräknare i klassrummet. Dock varierar reglerna för vad som tillåts vid prov över världen, och det är vanligt med inskränkningar i användandet av miniräknare vid prov. Sedan 2007 är det i Sverige tillåtet att använda miniräknare med datoralgebrasystem vid prov vid gymnasieskolor.  Vid universiteten är det vanligt att bara särskilda, icke programmerbara, så kallade typgodkända miniräknare är tillåtna vid tentamina, eller inga alls, det första oftast inom tillämpade ämnen och det andra inom rena matematiktentor.
Andra exempel på regler vid prov som gäller runt om i världen som kan nämnas är förbud mot miniräknare som har möjlighet till trådlös kommunikation som IR-länkar vid de flesta tekniska universiteten samt förbud mot miniräknare med ett tangentbord i QWERTY-modell.